# Valgamaa
Valgamaa (in estone Valga maakond) è una delle 15 contee dell'Estonia, situata nella parte meridionale del Paese.

## Geografia fisica
Confina a est con le contee di Põlvamaa e Võrumaa, a sud e a ovest con la Lettonia e a nord con le contee di Viljandimaa e Tartumaa.

## Geografia antropica
La contea è divisa in 13 comuni: due urbani (in estone linn; una terza città, Otepää, è parte di un comune rurale) e 11 comuni rurali (in estone vald).

### Comuni urbani
- Tõrva
- Valga

### Comuni rurali

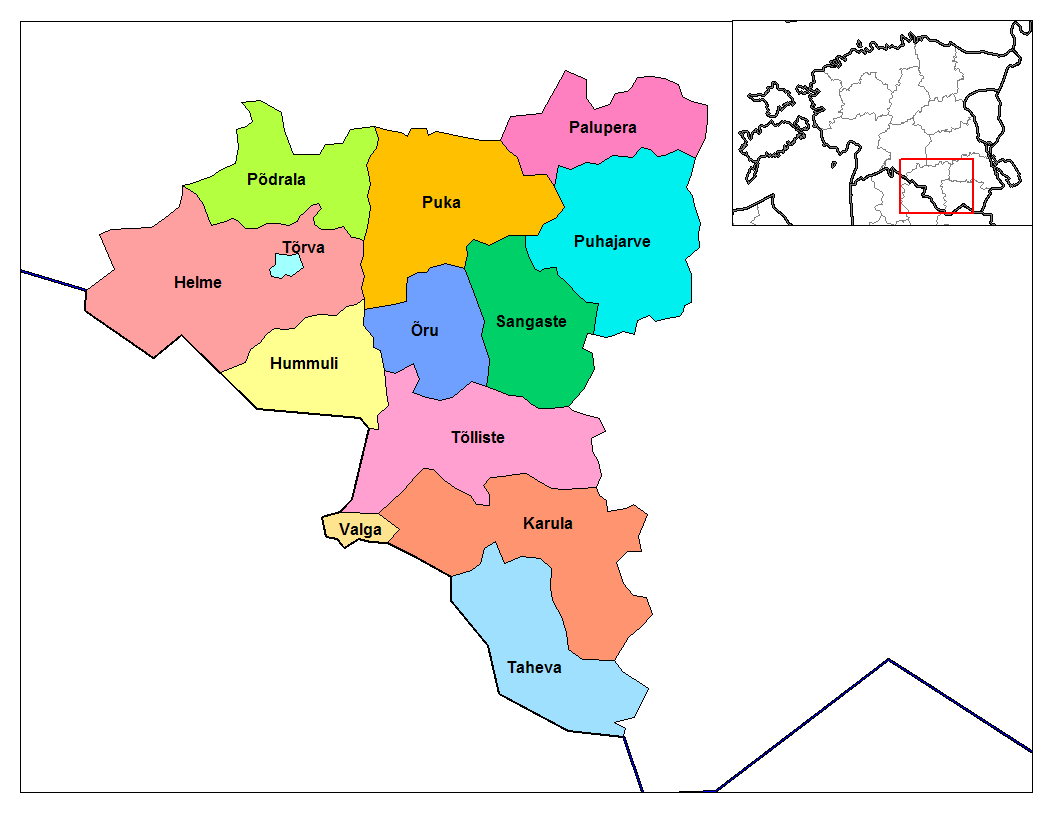
I comuni nella contea di Valgamaa

- Helme
- Hummuli
- Karula
- Otepää
- Palupera
- Puka
- Põdrala
- Sangaste
- Taheva
- Tõlliste
- Õru